# Балтийск (паром)
Балтийск (ранее Railship II, Finnrider, Rider, Baltijsk) — грузовой морской железнодорожно-автомобильный паром, построенный в 1984 г. на верфи Schichau Seebeckwerft A.G в Бремерхафене в  Германии и эксплуатируемый на паромной линии Усть-Луга — Балтийск. Раннее ходил по маршруту в паре с пассажирским паромом Petersburg, до того, как тот был отправлен на линию Керченской паромной переправы летом 2014 года. Судном-близнецом является Амбал (первоначально Railship III). 

## История
Судно под заводским номером 1069 было спущено на воду  15 июня 1984 года на верфи Schichau Seebeckwerft A.G в Бремерхафене. 19 ноября 1984 года оно под именем Railship II было передано любекской компании Partenreederei m.s. "Railship II" ФРГ. В ноябре 1984 года эксплуатировалось на линии Травемюнде — Ханко. 
Позже судно работало под названиями:
- Finnrider (с сентября 2002 года)
- Rider (с 24 марта 2004 года)

В мае 2006 года зарегистрировано на Россию (Leasing Co of Civil Aviation, Москва; Management Baltic Transport Systems, Санкт-Петербург). 29 мая 2006 года переименовано в Балтийск. После модернизации в Бремерхафене (ФРГ) 14 июля 2006 года на судне был поднят российский флаг. 
1 августа 2006 года паром вышел сначала на линию Санкт-Петербург — Любек, а первый коммерческий рейс по маршруту Усть-Луга — Балтийск продолжительностью 32 часа состоялся 7 сентября 2006 года.
С 2020 года оператором парома «Балтийск» является компания «Новотранс».
На ремонте с февраля 2024 года.

## Фотографии парома

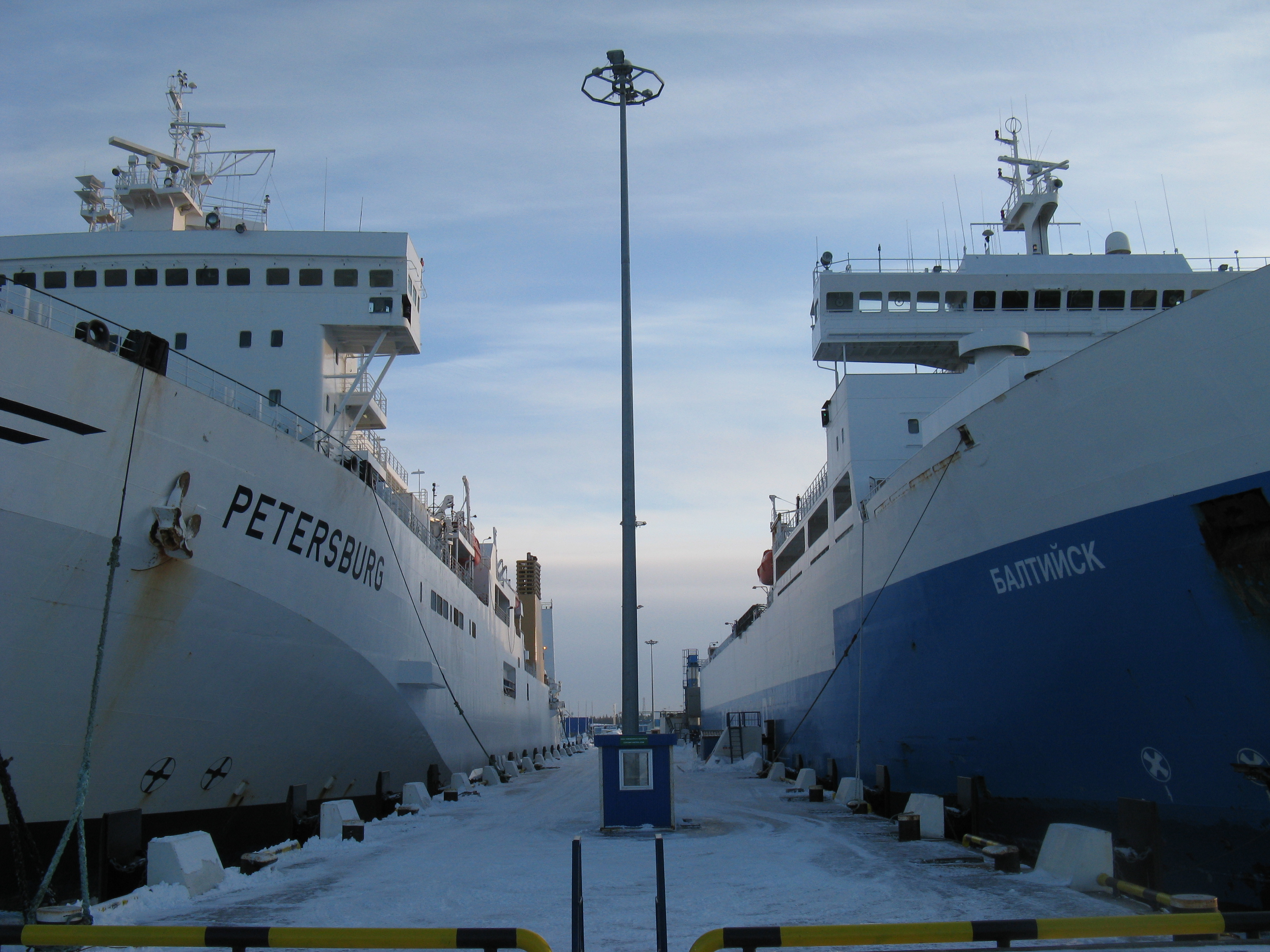
Паромы «Балтийск» и «Petersburg»